# Ciechanówko
Ciechanówko – wieś w Polsce położona w województwie warmińsko-mazurskim, w powiecie działdowskim, w gminie Lidzbark. Leży 4 km od Lidzbarka na drodze wojewódzkiej nr 541 w kierunku Lubawy.

## Historia
Z zachowanych dokumentów wynika, że osada istniała już w średniowieczu, około roku 1400 była własnością biskupów chełmińskich.
Znajdujący się we wsi folwark należał kolejno do: Ciechanowskich, Dworskich, Niesiorowskich, Suchorskich i Zdzitowieckich. W latach 20. XX wieku majątek ziemski popadł w kłopoty finansowe, w związku z czym go rozparcelowano, tworząc 17 gospodarstw rolnych. Po II wojnie światowej włączono go do PGR Chełsty.
W latach 1975–1998 miejscowość administracyjnie należała do województwa ciechanowskiego.